# Pierre Bessot
Pas d'image ? Cliquez ici

a Compétitions nationales et continentales officielles uniquement.

Pierre Bessot (né le 4 mars 1935 à Objat et mort le 27 mai 2021 à Brive-la-Gaillarde,) est un ancien joueur français de rugby à XV de 1,72 m pour 80 kg, son poste de prédilection était talonneur.

## Carrière de joueur

### Clubs successifs
- 1965-1972 : CA Brive

## Palmarès

### En club
Avec le CA Brive
- Champion de France de première division :
  - Vice-champion (1) :  1965